# Hippolyte Vandemeulebroucke
Hippolyte Ludovicus Vandemeulebroucke (Ostende, 11 mai 1884 - Gand, 30 novembre 1936) est un homme politique belge, membre du parti ouvrier belge.

## Biographie
Hippolyte Vandemeulebroucke nait comme le fils de Stéphanie Flameygh, laquelle épouse plus tard, le 26 novembre 1884, le boulanger brugeois Désiré Vandemeulebroucke, ce qui légitime Hippolyte. Après que sa boulangerie ait été détruite par un incendie, Désiré va travailler en 1896 comme ouvrier-boulanger à la coopérative Vooruit de Gand.
Hippolyte devient apprenti dans une imprimerie. Il rallie le Cercle gymnastique socialiste Vooruit et devient en 1900 membre et en 1902 secrétaire de la Jeune Garde socialiste, où il fait la connaissance de Henri De Man. En 1904, l'anti-militariste Vandemeulebroucke commence son service de 3 ans au génie d'Anvers, où il est imprimeur. De retour à Gand, il épouse en 1908 Mathilde Brantegem. La même année, il devient agent des assurances socialistes La Prévoyance Sociale.
En 1907, il est secrétaire national de la Jeune Garde socialiste, puis vers 1910 responsable de la propagande socialiste dans l'arrondissement de Termonde. En 1914, il est appelé comme réserviste. S'étant distingué, il est créé chevalier de l'ordre de Léopold II (1915). En 1919, il devient adjudant.
Après-guerre, il retourne à Termonde, où il fait paraitre le 1er numéro de De Werker (1919-1934). En 1919 encore, il est élu député (1919-1936) de Termonde avec Jules De Brouwer. Il vient habiter à Termonde. En 1925, le POB obtient 33 % des voix. Vandemeulebroucke déménage en 1922 dans la commune voisine de Sint-Gillis, où le POB parvient en 1926 à former une coalition anti-cléricale avec les libéraux et ainsi le 3 juillet 1927, Vandemeulebroucke devient bourgmestre.
En 1922, il est élu comme membre du secrétariat permanent du conseil général du Parti ouvrier belge. En 1926, il fonde le Socialistisch Arbeidersverweer et devient président de la Fédération nationale des Mutualités socialistes. En 1932, les socialistes obtiennent une victoire éclatante à Sint-Gillis, mais le seul libéral élu pactise avec les catholiques pour devenir lui-même bourgmestre.
En 1936, sa voiture plonge dans le canal Gand-Terneuzen, provoquant sa mort.

## Sources
- Hippolyte Vandemeulebroucke dans ODIS - Online Database for Intermediary Structures